# Aulesti
Aulesti – gmina w Hiszpanii, w prowincji Biskaja, w Kraju Basków, o powierzchni 25,31 km². W 2011 roku gmina liczyła 669 mieszkańców.